# Nagiso
Nagiso (南木曽町, Nagiso-machi) est un bourg du district de Kiso, dans la préfecture de Nagano, au Japon.

## Géographie

### Démographie
Au 1er février 2015, la population de Nagiso s'élevait à 4 422 habitants répartis sur une superficie de 215,93 km2.

## Transport
Le bourg de Nagiso est desservi par la gare de Nagiso.